# Шан Чжоу
Чжоу-сінь (кит. трад.: 紂辛; піньїнь: Zhòu Wáng; 1105 —1046 до н. е.) — останній володар (ван) династії Шан у 1075–1046 роках до н. е.

## Життєпис
Був сином вана Ді Ї з династії Шан. У 1075 році до н. е. після смерті батька успадкував владу. Щодо першої частини його володарювання немає точних відомостей: або він правив під орудою регентів, або прислухаючись до порад чиновників. Про цей період ніде не йдеться у давніх та середньовічних китайських істориків з огляду на те, що образ Чжоу-сіня, який втратив Мандат Неба повинен бути негативним, щоб виправдати падіння династії Шан.
Ймовірно за перші роки влада та вплив династії Шан на чолі із ваном Чжоу-сінєм значно збільшилася. Це призвело до самовпевненості володаря, він став менше уваги приділяти державним справам, більше займався розвагами, проводив час у гаремі, бенкетував. При цьому все менше прислухався до своїх радників. Все більше вплив на вана мала його наложниця Дацзі. Свого дядька Бі Ганя, який намагався переконати вана змінити спосіб життя, Чжоу-сінь наказав стратити, вирвавши серце.
Щоб підняти свій престиж серед знаті та народу Чжоу-сінь у 1052 та 1050 роках до н. е. здійснив декілька військових походів проти племені чжоу, проте зазнав поразки. Це ще більше налаштувало аристократів проти володаря. Ймовірно усі ці події зрештою призвели до невиконання частиною місцевих правителів обов'язків васалів. Цим скористався Вень-ван, вождь племені чжоу, який атакував Шан. У 1046 році до н. е. у вирішальний битві при Мує (територія сучасної провінції Хенань) шанське військо зазнало розгромної поразки від армії Чжоу. Відступивши до столиці Інь Чжоу-сінь захищався від ворогів, загинув у палаючому палаці. Інший його дядько Сюй-сюй, цзи (барон) Цзі перейшов на бік переможця.